# 델타 일렉트로닉스
델타 일렉트로닉스(Delta Electronics, Inc.), 줄여서 델타(DELTA)로 알려져 있는 회사는 대만의 전자제품 제조회사며, 본사는 타이베이시 네이후 구에 있다. 산업용 및 컴퓨터용 직류 팬과 전원 공급 장치를 전환하는 것으로 알려져 있다. 제조, 판매, R&D 센터 등 전 세계적으로 약 200여 개의 시설을 운영하고 있다.

## 개요
델타는 애플과 테슬라에 대한 주요 공급업체이다.
델타는 대만의 기후 파트너쉽의 회원국이다. 이 회사는 탄소 배출량을 순제로로 달성하기 위해 노력하고 있다.

## 경쟁사
- 라이트 온 (Lite-On)
- 아티슨 (Artesyn)
- 벨 파워 (Bel Power)
- 컴퓨터웨어 테크놀로지 (Compuware Technology)

## 같이 보기
- 대만의 기업 목록